# Crazy Gang
Le Crazy Gang est le surnom donné aux footballeurs du Wimbledon FC,, dans les années 1980 et 1990.
Le nom, provenant du groupe de comiques anglais du troupe de comiques (en) des années 1930, est dû à leur habitude de faire des blagues, des farces, de se comporter comme des bons vivants, un peu machos, un peu rustres.

## Histoire

### Contexte
Leur attitude de bons vivants blagueurs a souvent été critiquée, jugée comme non professionnelle et leur style de jeu a souvent été vu comme basique et peu sophistiqué. Néanmoins, c'est lors de cette période que Wimbledon a connu ses meilleurs résultats, avec quatre promotions d'affilée, les menant de la Fourth à la First Division, une victoire en FA Cup et finissant dans le top 10 de la First Division six saisons d'affilée.
Ce caractère bon-vivant ainsi que les critiques générales à leur encontre ont fait que l'équipe a gagné une cohésion bien supérieure à la normale, ce qui devenait une force supplémentaire.
Ce surnom, utilisé en interne par le staff et les joueurs eux-mêmes depuis quelques années, n'a été repris par les médias et le public, qu'à partir de 1988, après la victoire 1-0 en finale (en) de la FA Cup, remportée contre le grand favori Liverpool. À la fin de ce match, au cours duquel Dave Beasant a sauvé un penalty, le commentateur de la BBC Sport John Motson (en) a déclaré : « Le Crazy Gang a battu Culture Club. »
Il est difficile par contre de dater exactement à partir de quand ce surnom a arrêté d'être utilisé, mais il est clair qu'il est tombé en désuétude depuis la relégation du club en First Division en 2000.

## Palmarès du Crazy Gang
• Fa Cup : Vainqueur en 1987-1988

## Membres du Crazy Gang
Même si le surnom désignait toute l'équipe, certains joueurs ont incarné plus que d'autres le « Crazy Gang ». Parmi ceux-là, on peut citer Dennis Wise, Mick Harford, John Fashanu, Vinnie Jones, Lawrie Sanchez et Wally Downes.